# كارل فاغنر (أستاذ جامعي)
كارل فاغنر (بالألمانية: Carl Wagner) هو كيميائي ألماني، ولد في 25 مايو 1901 في لايبزيغ في ألمانيا، وتوفي في 10 ديسمبر 1977 في غوتينغن في ألمانيا.

## وصلات خارجية
- كارل فاغنر على موقع الموسوعة البريطانية (الإنجليزية)